# Bozsil Kolev
Bozsil Najdenov Kolev (bolgár cirill betűkkel: Божил Найденов Колев; Csonevo, 1949. január 12. –) bolgár válogatott labdarúgó, edző.

## Pályafutása

### A válogatottban
1969 és 1980 között 60 alkalommal szerepelt a bolgár válogatottban és 8 gólt szerzett. Részt vett az 1974-es világbajnokságon.

## Sikerei, díjai
CSZKA Szofija
- Bolgár bajnok (5): 1970–71, 1971–72, 1972–73, 1974–75, 1975–76
- Bolgár kupa (3): 1971–72, 1972–73, 1973–74

Omónia Lefkoszíasz
- Ciprusi bajnok (1): 1981–82
- Ciprusi kupa (1): 1981–82